# Pokémon Stadium
Pokémon Stadium är ett TV-spel utvecklat av HAL Laboratory. Spelet släpptes till Nintendo 64 i Japan år 1999, och i Europa år 2000. Spelet är ett strategispel, där man tävlar med ens Pokémon mot andras i så kallade "Pokémonstrider".

## Spelupplägg
Pokémon Stadium har ingen storyline som spelet följer. Det huvudsakliga målet i spelet är att klara av olika kupper där man tävlar med sina Pokémon i Pokémonstrider med olika förutsättningar, samt att besegra gymledarna i Gym Leader Castle, varefter man får möjlighet att besegra Mewtwo och låsa upp svårare nivåer.
Endast de 151 första Pokémon finns tillgängliga i detta spel.

### Stadium
I Stadium-läget tävlar man i Pokémonstrider för att vinna kupper. Det finns fyra olika kupper att delta i, med olika förutsättningar:
- Pika Cup: Strid med Pokémon mellan nivåerna 15 och 20.
- Petit Cup: Strid med Pokémon mellan nivåena 25 och 30, där det finns en maxgräns på höjd och vikt.
- Poké Cup: Strid med Pokémon mellan nivåerna 50 och 55.
- Prime Cup: Strid med Pokémon på vilken nivå som helst. Alla motståndares Pokémon är på maxnivån, nivå 100.

### Gymledare
I gymledartornet ska spelaren besegra Kanto-gymledarna från Game Boy-spelen, samt elitfyran och rivalen. Innan varje gymledarstrid måste man besegra tre tränare. Efter varje gång elitfyran besegrats får spelaren en slumpmässig Pokémon som pris; antingen Bulbasaur, Charmander, Squirtle, Hitmonlee, Hitmonchan, Eevee, Kabuto, eller Omanyte. Dessa kan föras över till Pokémon Red och Blue eller Pokémon Yellow med hjälp av ett Transfer Pak.

### Friläge
I friläget kan upp till fyra spelare ha övnings-Pokémonstrider där inga pris finns att vinna.

### Minispel
I minispelen, Kids Club, kan upp till fyra spelare mot varandra i nio olika minispel.